# Antisuyu

Bandiera di Antisuyu

Anti Suyu era la parte più orientale dell'impero Inca. Confinava con la parte settentrionale dell'odierna regione amazzonica, che al tempo era abitata dagli Anti. Il termine "Anti" si riferisce ad un insieme dei gruppi etnici vissuti in quella parte di Amazzonia nota come Antisuyu tra cui, ad esempio, i Pano ed i Kampa.